# Ceratorchestes baloghi
Ceratorchestes baloghi är en kvalsterart som beskrevs av Sandór Mahunka 1982. Ceratorchestes baloghi ingår i släktet Ceratorchestes och familjen Ceratoppiidae. Inga underarter finns listade i Catalogue of Life.